# ゲネラール＝アドミラール級装甲巡洋艦
「ゲネラール＝アドミラール」級装甲巡洋艦（ゲネラール＝アドミラールきゅうそうこうじゅんようかん、ロシア語: Бронено́сные крейсера́ ти́па «Генера́лъ-адмира́лъ»）は、ロシア帝国によって建造された、世界初の装甲巡洋艦（броненосные крейсера）の艦級である。ロシア帝国海軍がクリミア戦争敗戦からの艦隊の復興と外洋進出を熱望した19世紀後半に艦隊主力として整備した、「大洋巡洋艦」（«Океанскій крейсеръ»）シリーズの始祖となる巡洋艦のシリーズであった。 2 隻が建造された。
設計上は装甲巡洋艦と呼ばれたが、その時代ロシア帝国海軍には装甲巡洋艦という正式分類が存在しなかった関係で、1869年6月14日から1875年3月14日まではコルベット（корветы）または装甲コルベット（броненосные корветы）、あるいは半装甲コルベット（полуброненосные корветы）、1875年3月15日からはフリゲート（фрегаты）または半装甲フリゲート（полуброненосные фрегаты）、1892年2月1日からは 1 等巡洋艦（крейсера I ранга）に分類された。その後、第一線を退き、1906年3月11日付けで練習船（учебные суда）、1909年10月12日付けで機雷敷設艦（минные заградители）に類別を変更された。その後、 1 番艦の「ゲネラール＝アドミラール」は1920年2月1日付けで再び練習船（учебное судно）、1924年7月11日付けで再び機雷敷設艦（минный заградитель）、1937年6月13日付けで自走浮き基地（плавучая база самоходная）に類別を変更された。 2 番艦の「エジンブールクスキー公」は、1914年10月1日付けで繋留廃艦（блокшивъ）に類別を変更された。ロシア革命ののち、ロシア共和国海軍、さらに労農赤色海軍、 1 番艦についてはソビエト連邦海軍へ所有者が変わった。最終的にすべての退役が完了したのは1944年であり、ちょうど 80 年にわたって海軍に在籍していた。

## 概要

### 背景
19世紀後半になると木造軍艦は物理的に老朽化し、装甲艦の台頭といった技術革新のためにその存在自体も陳腐化していた。どの国でも、こうした旧式化した巡洋艦を新型艦によって総入れ替えする必要が生じていた。しかし、ロシア帝国の財政状況ではほかの列強諸国のように次々と装甲艦を建造するのは不可能であった。海軍省の予算は削減され、1867年には極東方面に派遣していた巡洋艦分遣隊を呼び戻すために必要な予算さえ削られた。
一方、北アメリカでの南北戦争を巡る情勢、すなわち、同戦争での巡洋艦の活躍、 S・S・レソーフスキイ海軍少将とA・A・ポポーフ海軍少将麾下の遣北米ロシア艦隊、イギリスとフランスの競争といった要素が、自立して自由闊達に活動できる航洋軍艦……すなわち「巡洋艦」……が海軍力に占める重要性を各国に強く認識させた。巡洋艦と巡洋艦隊は、海賊船や私掠船の末裔のようなゲリラ的性格から、外交上の道具としての機能を持つ存在に変貌したのである。これに加え、装甲艦の速力と航続距離の向上によって海戦の性格も変貌した。装甲艦隊は、偵察任務と護衛を司る有能な艦船を必要としていた。このため、1860年代中頃には多くの国で、出力や能力に限界のある従来の木造フリゲートやコルベット、クリッパーを代替する新しい艦種の模索が始まった。
南北戦争では、アメリカ連合国海軍の保有した木造巡洋艦であるスクリュースループ「アラバマ」が通商破壊によってその名を馳せたが、その経験からアメリカ合衆国海軍は「ワンパノアグ」級スクリューフフリゲートを建造した。ネームシップの「ワンパノアグ」は1863年に起工し、1868年に配備された。この軍艦は同等の戦力を持つ敵の巡洋艦との戦闘を目的に設計されており、同時に敵の商船団を撃滅する任務を与えられていた。蒸気航走によって当時の最速記録である 17.74 kn を発揮したが、これは当時のロシア帝国海軍が保有した同クラスの艦船を圧倒していた。
一方、イギリスはアメリカ海軍の巡洋艦を凌駕する強力な巡洋艦を設計した。1868年に進水した鉄製の船体を持つスクリューフリゲート「インコンスタント」である。「インコンスタント」の排水量は 5780 t で、速力は 16.5 kn、武装は舷側に設置された 229 mm 砲 10 門と 176 mm 砲 6 門からなっていた。防禦装置は、燃料の石炭を楯に利用していた。

### 巡洋艦分遣隊の創設
その頃、ロシアの巡洋艦戦力は資材不足で修理もできないまま停滞していた。クリミア戦争中、満足にスクリューフリゲートを投入できなかったロシア帝国海軍は外輪型の蒸気フリゲートとスクリューコルベットを巡洋艦戦力の主力として戦争を乗り切ったが、コルベットは小型に過ぎ、外輪巡洋艦の時代もクリミア戦争の敗戦とともにとうに過ぎ去っていた。戦後ようやくスクリューフリゲートの建造が本格化したが、それらはイギリスやフランスの巡洋艦に劣っていた。幾度となく新型艦の建造が検討されたが実現せず、その戦力は木造船体のスクリュー艦隊を抜け出すことができていなかった。また、諸外国が新しい巡洋艦を整備する中で、それら旧式艦の寿命も尽きようとしていた。そこにさらに深刻な状況を作り出したのが、日本の開国であった。
日本における鎖国の終焉は、極東に領土を持つロシア帝国にとって危険なライバルの登場を意味していた。ロシア帝国は、太平洋方面にある艦隊の増強を迫られた。1860年代末、海軍元帥にして海軍省長官である N・K・クラッベ海軍大将はバルト海防衛用艦隊の創設は解決済みであると判定、木造蒸気巡洋艦が老朽化していることと、極東と地中海での海軍プレゼンスの要求に対し、巡洋艦戦力を優先的に拡張すべきであるという決定を下した。
これに伴い、海軍省は 4 つの巡洋艦分遣隊の創設を決定した。隊はそれぞれ、コルベット 1 隻とクリッパー 2 隻から構成されることになった。当時、太平洋方面には艦隊が永年常駐できる設備がなく、艦船の整備のために艦隊はバルト海とのあいだを行き来しなければならなかった。そのため、同じ種類の艦隊を 4 つ保有する必要があった。つまり、太平洋でひとつの分遣隊が 3 年間の軍務に就くあいだ、もうひとつの隊はクロンシュタットで修理を受け、残りの 2 隊は片やバルト海へ、片や太平洋へ向かう途上にある、というわけである。
計画では、従来の「ヴァリャーク」級の木造コルベットを新しい装甲コルベット、すなわち装甲巡洋艦隊で置き換えることとなった。バルト海向けに整備されていた「ピョートル・ヴェリーキー」級の大型装甲艦と沿岸防衛装甲艦の建造は中断され、限られた資材を大洋巡洋艦と 8 隻の「クレーイセル」級クリッパーの建造に充てることとなった。

### 装甲巡洋艦の誕生
すでに海軍省は1867年中に、装甲艦船の活動力を強化して装甲巡洋艦の典型を作り出すことの重要性を指摘していた。海軍省幹部は、イギリスの巡洋艦隊と戦うためにロシアの巡洋艦は喫水線部を装甲で覆わなければならないと考えた。 N・V・コプィートフ 2 等佐官は、幅約 2 m の装甲帯を装備する巡洋艦の設計を作成した。

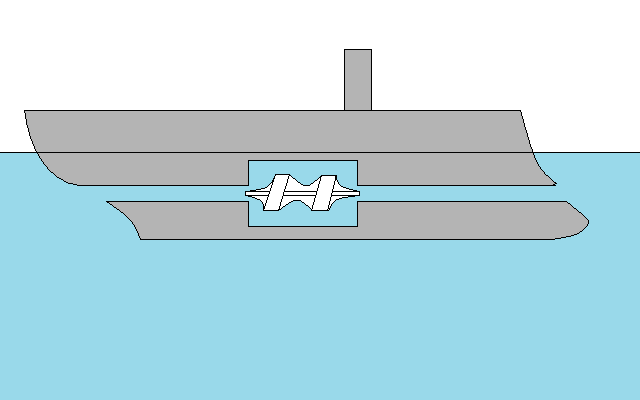
「ゲネラール＝アドミラール」の推進装置。

その設計によれば、舷側下部は全長にわたって厚み 127 mm の鉄板で覆われ、上部は厚み 152 mm の鉄板で覆われることになっていた。船体前後端に行くに従い装甲帯は薄くなり、下部で 102 mm、上部で 102 ないし 127 mm となった。装甲重量は、全部で 406 t になった。噴水推進装置を採用するために、衝角は廃止された。この噴水推進装置の設計は、海軍元帥の承認の下で行われた。船体水中部分には長方形の空洞が設けられており、これが船首から船尾へ至る水路となっていた。船首部分の入り口から水を取り入れることができ、これを船体中央部に装備されたアルキメディアン・スクリュー装置によって加速することで推力を得る構造になっていた。
1868年には A・A・ポポーフが帰国し、木造フリゲート「ゲネラール＝アドミラール」の改修設計を提出した。しかし、この大型フリゲートの腐敗箇所を修繕し、修理するのは費用対効果の観点からいってあまりに高くついた。この工事を行う代わりに、船体水上部分のすべてを鉄製に作り変え、厚み 203 mm の装甲帯を貼り付ける案も提出された。しかし、この案でも機関換装が必要となるため、必要経費は 96 万ルーブリに上った。結局、既存艦の再利用は断念され、同じ艦名で金属製船体を持った艦を新造することに決定した。
ポポーフ海軍少将はかねてより自立単独行動のできる装甲大洋巡洋艦の構想を抱いており、確信的な大洋巡洋艦建造推進派であった。彼は海軍省における自身の権威と海軍元帥の支援を利用して、ロシアの新しい巡洋艦の選択において著しい影響力を発揮した。1860年代にはロシア帝国の海外権益は巡洋艦隊によって守られていたが、1870年代に入るとその屋台骨であった木造巡洋艦はまったく旧式化していた。修理して使用に耐えるのは、フリゲート 1 隻といくつかのましなコルベットおよびクリッパーだけであった。こうした状況に鑑み、巡洋艦戦の能力を保持するため、海軍省は1869年に喫水線部に装甲帯を持つ高速鉄製コルベット 2 隻の建造を許可した。

### 計画

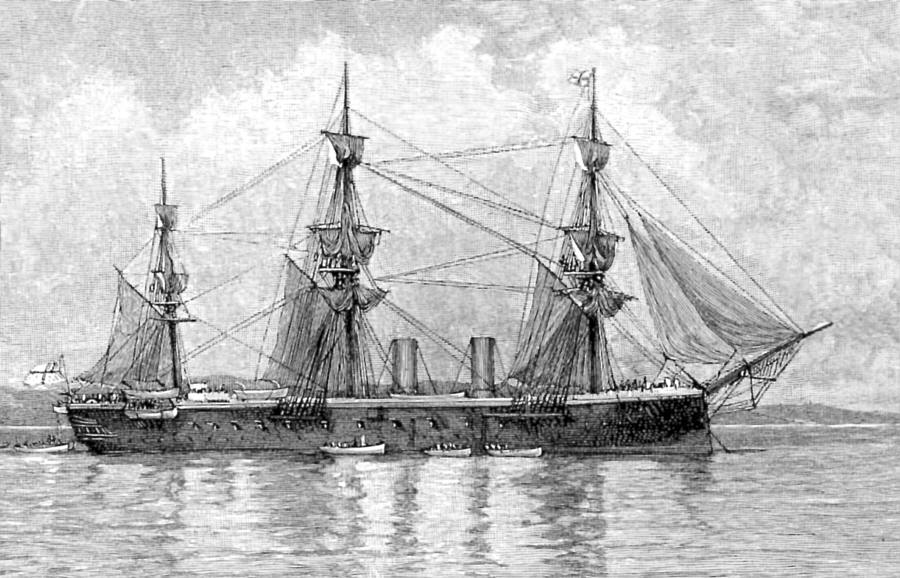
イギリス海軍の鉄製スクリューフリゲート「インコンスタント」。

1869年初頭、海軍省はポポーフ海軍少将に大洋巡洋艦の図面と仕様書の作成を委任した。ポポーフは、当時イギリスで先に述べた非装甲の巡洋艦「インコンスタント」が建造されていることを知った。この鉄製の船体を持つスクリューフリゲートは、通商破壊と防禦の脆弱な海洋港への襲撃を任務として与えられていた。ポポーフは、ロシアの大洋艦はまずなにより「インコンスタント」より脆弱であってはならないと考えた。
ポポーフはすぐに次のような設計を提示した。巡洋艦の任務が敵海上船団の撃滅と防禦の脆弱な海洋港への襲撃であり、要塞への攻撃や装甲艦との艦隊戦闘を含まないのであれば、アメリカ海軍の巡洋艦を凌駕しているイギリスのフリゲート「インコンスタント」を原型とするのがよい。ポポーフは非装甲の「インコンスタント」の船体の水中部分を基に、喫水線部分に幅 7 フィート（約 2.1 m）、厚さ 6 インチ（152 mm）の装甲帯を取り付けるための変更を加えた。装甲帯は、敵巡洋艦や強力な武装を備えた大型商用蒸気船との遭遇を想定して、艦の生命に係わる重要箇所に取り付けられた。
武装は、大口径のライフル砲を少数装備することとした。その武装配置は、中央砲廓艦に分類することができる。 4 門の 8 インチ（203 mm）砲をスポンソン上に設置し、旋回式砲座に載せた 6 インチ砲を船首と船尾にそれぞれ 1 門ずつ搭載していた。また、強敵との戦闘から逃れ、弱敵を戦いへ引き摺り込み、自艦を最も有利な位置へ動かすことのできる高速力を持つことは、艦に重大な力を与えることになると考えられた。そのためには強力な動力装置が必要であり、当時としては強力な公称出力 900 馬力の単式機関を搭載することになった。また、良好な帆走性能を確保するため、面積の広い帆を持つ 3 本の全装檣が設置された。帆走時の抵抗を減らすために煙突は取り外しができるようになっており、スクリューも船体に格納されていた。
船体は乗員の居住区や食料、燃料を多く搭載し、機関やボイラー、関係機器を搭載したために大型化し、排水量は増加した。材質は主に鉄が使用され、部分的に鋼も使用された。建造方式は、ブラケットや梁受け縦材、二重底、それに防水隔壁と隔室を持つ水中部分は、銅板で外装された木板で覆われた。審査ののち、この設計は皇帝アレクサンドル2世の認可の下、1869年末に承認された。

### 設計

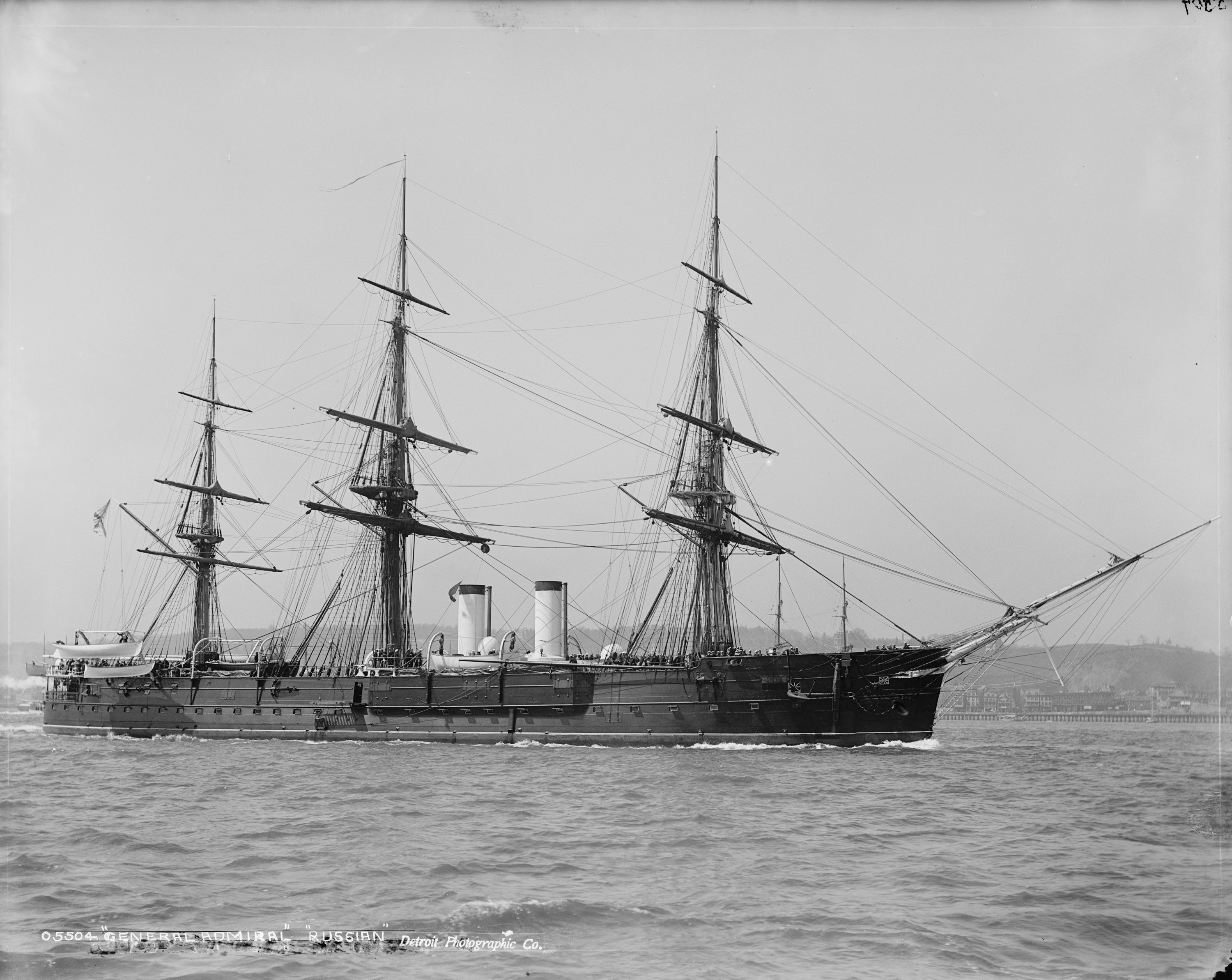
1893年にニューヨークで撮影された「ゲネラール＝アドミラール」。改修後の姿であるが、全帆装を有し、船体中央部には 6 インチ砲片舷 3 門を構えた砲廊を備えている。

新しい「ゲネラール＝アドミラール」は、「言葉どおりの完全な意味で巡洋艦であり、敵の通商路に害を齎す存在で」あらねばならなかった。このため、可能な限りの速力と高い航洋性ならびに自立性を持たなければならなかった。そのために強力な動力装置が与えられ、石炭の積載量は拡大され、装甲と重火器は許容される排水量の最小限の範囲に収めなければならなかった。
ポポーフの指導の下、 N・Ye・クテーイニコフによって設計は仕上げられた。鉄製の船体は、装甲帯の高さに当たる箇所に鋼製の下層甲板を持っていた。垂直蒸気機関は公称出力で 900 馬力、図示出力で約 6300 馬力の出力を持っており、これによって 14 kn の速力を発揮することができた。石炭積載量は 736 t で、航続距離は 1800 海里であった。艦はまた、面積 2450 m2 の全帆装を有した。 4 門の 203 mm 砲はスポンソン上に設置され、なおかつ反対側の舷側に移動することもできた。船首と船尾には、それぞれ 1 門の 152 mm 砲が旋回式砲座の上に設置された。
武装は、最終的に次のようにまとめられた。1867年式 21.9 口径 8 インチ（203 mm）砲 4 門、1867年式 23.3 口径 6 インチ（152 mm）砲 2 門、1867年式 19.7 口径 4 ポンド（86.87 mm）砲 7 門、1867年式 9.8 口径  3 ポンド（76.2 mm）上陸砲 2 門、オチキス式 25 口径 47 mm 5 砲身砲 8 門、オチキス式 20 口径 37 mm 5 砲身砲 4 門、381 mm 水中舷側魚雷装置 2 門である。 76.2 mm 上陸砲は、最終的に バラノーフスキイ式 20 口径 2.5 インチ（63.5 mm）上陸砲 2 門になった。

### 建造

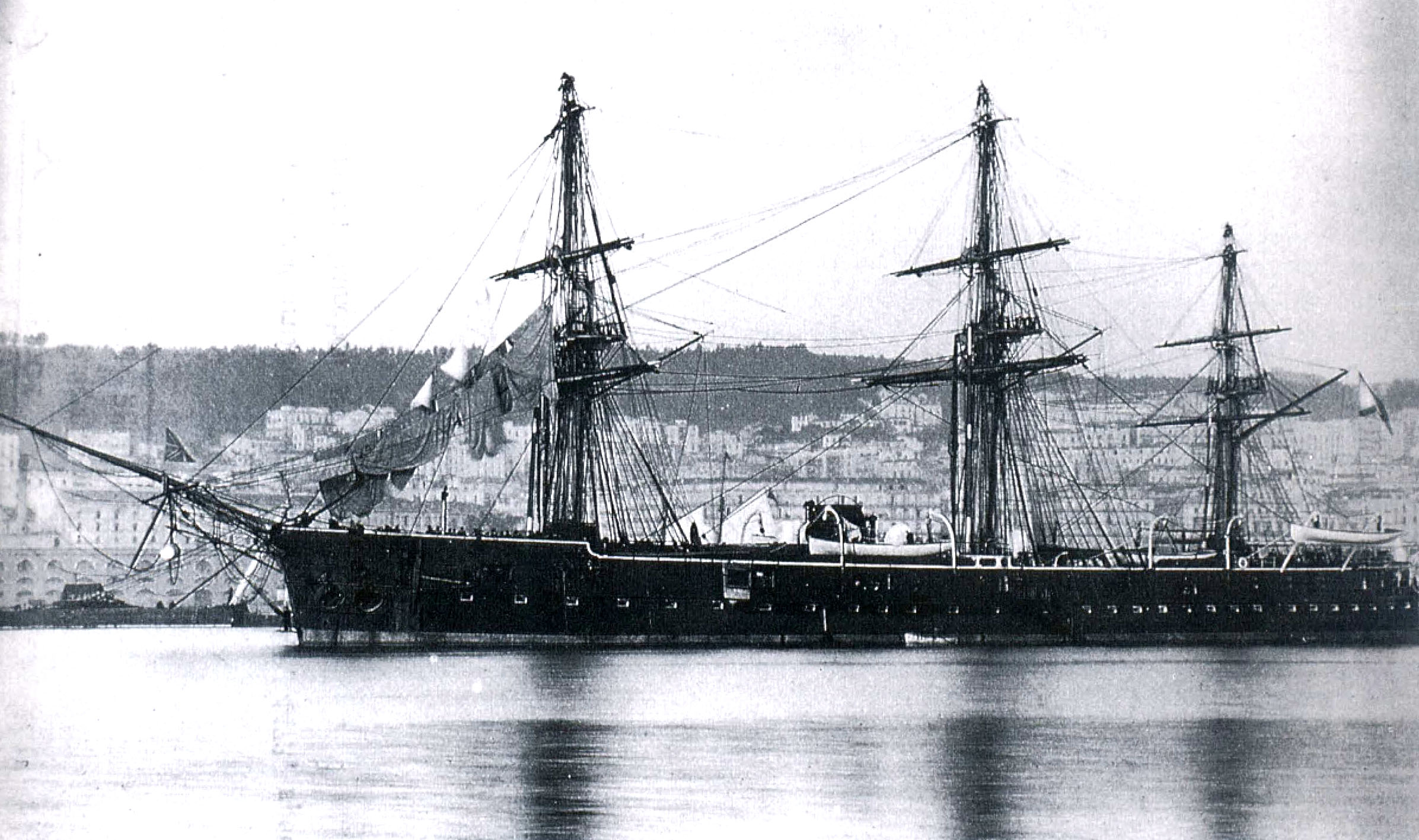
初期の「ゲネラール＝アドミラール」。煙突が取り外されている。

1 番艦は破棄された先代のスクリューフリゲートの名を受け継いで「ゲネラール＝アドミラール」（«Генера́лъ-адмира́лъ»）と命名され、1869年6月14日付けで艦船リストに登録された。設計作業は1869年末までに完了し、サンクトペテルブルクの P・F・セミャーンニコフと V・A・ポレーチカ・ネヴァ川鋳物機械工場が新造艦の建造を受注した。しかし、海軍省の予算削減のために「ゲネラール＝アドミラール」の起工は1870年11月までずれ込んだ。同じ設計図を用いた 2 隻の装甲コルベットの建造は、サンクトペテルブルクのオーフタ海軍造船所で行われることになった。建造監督官には艦船技師のN・A・スボーチン2 等大尉が任命された。公式な起工日は、1873年5月21日とされた。同年9月26日に「ゲネラール＝アドミラール」は進水したが、本来であればこのときにはすでに竣工していなければならなかった。完全に竣工するまでには、さらに 5 年の歳月を要した。
一方、バルト工場で建造される 2 番艦は、1868年に沈没したフリゲート「アレクサンドル・ネフスキー」に敬意を表して「アレクサンドル・ネフスキー」（«Алекса́ндръ Не́вскій»）と命名された。その監督官には、艦船技師のクテーイニコフ 2 等大尉が任命された。建造は「ゲネラール＝アドミラール」に先んじて1870年9月に開始されたが、資材が不足したために、工事は1872年に停止した。その年の12月30日に、艦船リストに登録された。公式な起工日となる1874年1月26日の 4 日前にサンクトペテルブルクへ招かれたエディンバラ公アルフレッドに敬意を表して、艦は「エジンブールクスキー公」（«Ге́рцогъ Эдинбу́ргскій»）に改名された。アルフレッドは、この月にアレクサンドル2世の一人娘マリーヤと結婚している。進水式は、1875年8月29日に行われた。
「ゲネラール＝アドミラール」の艦隊配備は、主機の準備の遅れのためにさらに長引いた。納期の遅れを引き起こした最大の原因は、ベルト工場で発生した火災であった。結局、動力装置が艦に搭載されたのは1876年のことであった。しかも、機関重量は契約重量より 210 t も重くなっていた。その上、ほかの部分でも重量は嵩むばかりであった。すなわち、予備弾薬は倍増し、乗員数は増え、設計時に予定されていなかった 152 mm ライフル臼砲が搭載され、予定より重い碇が取り付けられ、その他諸々の積載物の増加があったため、排水量にして 512 t の重量増加が発生していた。艦の排水量は 5300 t に達し、喫水は設計より 0.68 m 増え、このため肝心の装甲帯がほとんど水中に没してしまった。海軍元帥は、臼砲を基部の補強部分ごと撤去し、予備弾薬も設計段階の量まで減らし、上部石炭庫は空にしておくよう命じた。海軍技術委員会は、一部装甲の撤去さえ検討した。しかし、露土戦争後の国際情勢の緊張から機関の換装計画と装甲の撤去計画は中止された。1879年から1880年にかけて実施された試験において、機関は平均で 4470 図示馬力を発揮し、艦は速力 13.57 kn を記録した。
一方、竣工が「ゲネラール＝アドミラール」より遅くなった「エジンブールクスキー公」については、建造中により新しい武装が調達できるようになったため、兵装に変更が生じた。当初設計では「ゲネラール＝アドミラール」と同じ1867年式 21.9 口径 203 mm 砲 4 門と1867年式 28 口径 152 mm 砲 2 門が搭載されることになっていたが、新式の1877年式艦砲に変更された。主砲は、新しい装甲巡洋艦「ミーニン」、「ヴラジーミル・モノマフ」、「ドミートリー・ドンスコイ」と同じ長射程砲の1877年式 30 口径 203 mm 砲 4 門に変更された。新しい 203 mm 砲には、ロシア海軍初の長射程 30 口径 203 mm 砲用砲架であるヴァヴァスール式砲架を採用していた。この新型砲架はオブーホフ工場で製造され、1885年に急遽試験を経て「エジンブールクスキー公」と「ドミートリー・ドンスコイ」へ採用された。砲架には防楯が装備されるはずであったが、「エジンブールクスキー公」には装備条件が合わなかったため見送られた。また、この砲の装備のために船体に開けられた幅 5943 mm の砲門は狭められ、水平方向に 130 度あった射界は 110 度になった。同じく変更を受けた副砲は、1877年式 28 口径 152 mm 砲となった。この砲は、 5 門が搭載された。

### 装甲巡洋艦隊の完成
両艦は1875年にフリゲートに類別を変更され、結果、太平洋巡洋艦分遣隊には 4 隻のフリゲートが配備されることになった。この 2 隻に加えて、ロシア初の航洋装甲艦として就役していた「ポジャールスキー公」が大洋巡洋艦に改装され、巡洋艦隊を構成する 3 隻目のフリゲートとなった。こうして、1875年までに巡洋艦隊には 3 隻のフリゲートが就役した。 4 隻目は「ポジャールスキー公」の同型艦「ミーニン」になるはずであったが、幾度も設計変更が行われた結果、就役は遅れて1878年となった。そのかわり、「ミーニン」は当時世界でも最も強力な巡洋艦のひとつに生まれ変わった。巡洋艦隊を構成するクリッパーには、非装甲の鋼製の船体を持つ「クレーイセル」級 8 隻が充てられた。
1877年5月に発生したパコチャの海戦において装甲艦の揺るぎない優位が確認され、ポポーフの方針が正しかったことが証明された。この戦いにおいて、防禦装甲を有するモニター艦「ワスカル」は火力で上回るイギリス海軍のフリゲート「シャー」とコルベット「アミシスト」からの砲撃に耐え、致命傷を負わずに逃げ切ったのである。

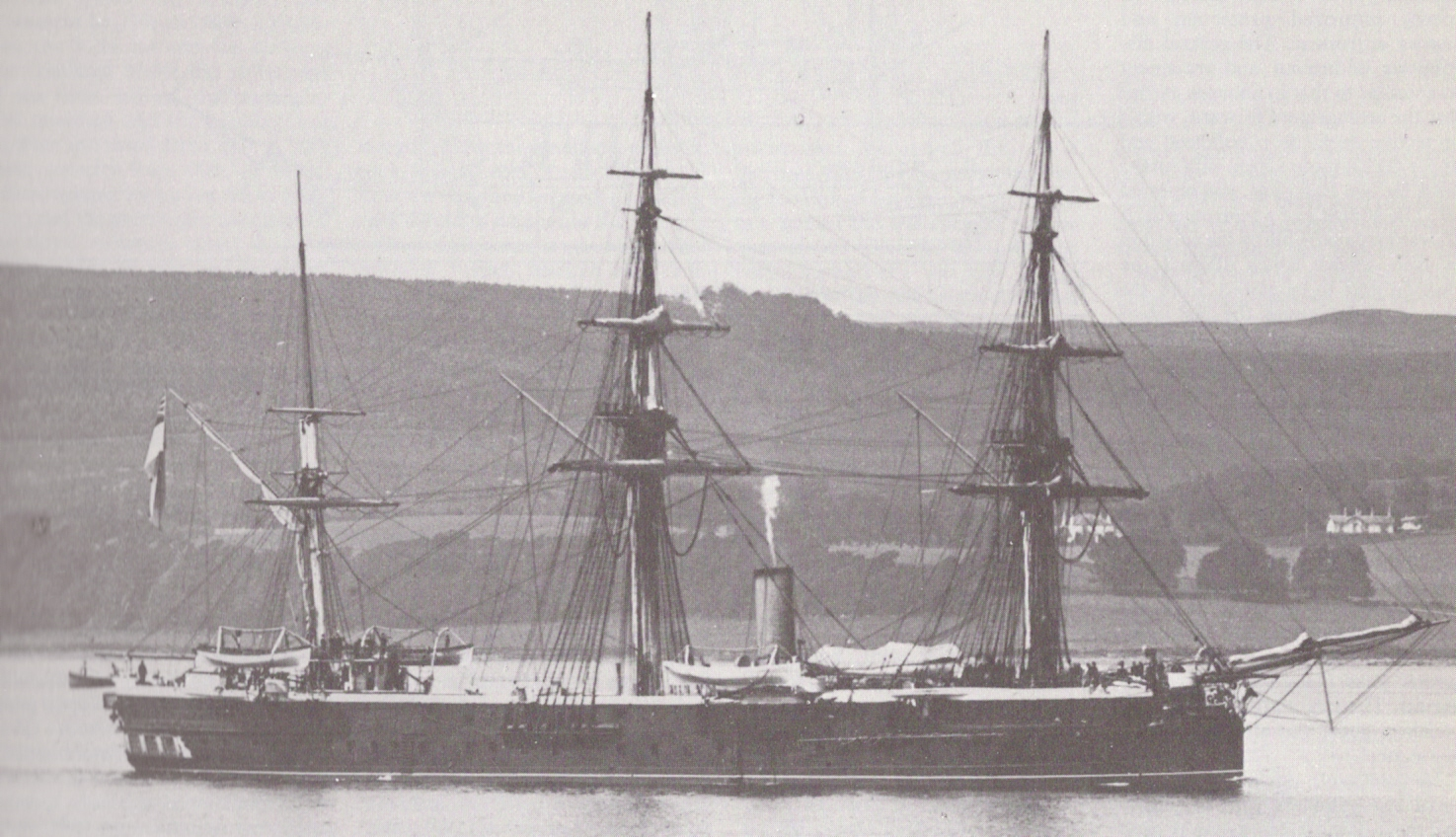
イギリス海軍初の装甲巡洋艦「シャノン」。

1860年代に設計された「ゲネラール＝アドミラール」が就役する頃には世界の海軍はすでに次の時代、すなわち鋼製船体により強力で経済的な機関を搭載し速力の優れた艦船の時代に入っていたが、それにも拘らず、このシリーズは高い評価を獲得した。「喫水線に装甲帯を持つ装甲巡洋艦の理念を具象化するのに成功したのは、ロシアが初めてである」と評したイギリス政府は、自国でもそれに対抗する装甲巡洋艦を建造しようとした。しかし、その結果建造された「シャノン」以下各艦はいずれも成功作とは言い難かった。強化され、装甲の厚みもロシア艦よりも増えていたものの、重量増のために装甲が覆う面積を縮小せざるを得なかった。改良型の「ネルソン」級でも、さらなる武装と速力の強化のため装甲面積が削られた。最も近代化された「ノーザンプトン」は、様々な工夫にも拘らず、速力は 14 kn に達するのがせいぜいであった。しかもあてつけのように「ノーザンプトン」は初期の航海で小さなスクーナーに衝突され、損傷を負った。この装甲帯を貼った最新型巡洋艦の喫水線は、小船によっていとも容易く突き破られたのである。

### 運用

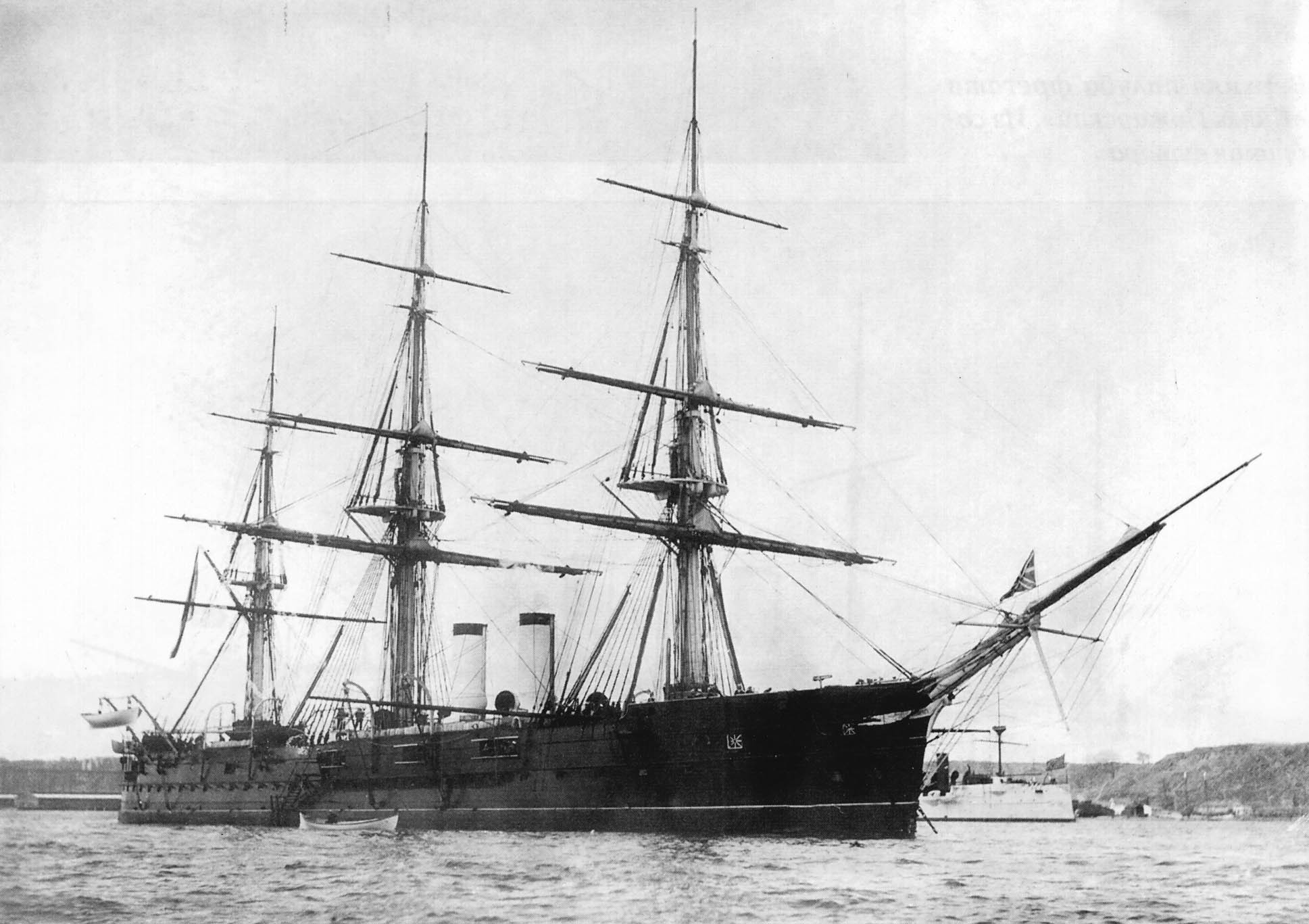
武装強化後の「エジンブールクスキー公」。

「ゲネラール＝アドミラール」では諸々の不具合により、初めて太平洋へ向けた遠洋航海に出港したのは1880年8月のことであった。この年、海軍技術委員会は艦に出力 7000 図示馬力の新しいモーズリー工場製の機関を搭載し、装甲帯両端の装甲板を撤去する改修設計を作成したが、設計案は採用されず、ただ檣が削減されて帆面積が 2270 m2 に縮小されただけであった。1885年には武装が強化され、 203 mm 砲は 6 門、 152 mm 砲は 2 門、 87 mm 砲は 6 門、 63.5 mm 砲が 2 門に 37 mm 砲 8 門が搭載された。このために過載は著しく増加し、装甲帯はほぼ完全に水面下に没した。乗員区画を増やしたために石炭積載量は減少し、航行速度 12 kn における航続距離も 2000 海里に激減した。
1888年には、イギリスからマキシム式 37 mm 自動砲が輸入された。1891年には、この当時最も先進的な装置のひとつであった自動砲が軍艦に 2 門ずつ搭載されることになり、「エジンブールクスキー公」は装甲砲台「クレームリ」とともに最初に搭載される艦に選ばれた。
1892年には、装甲艦「ピョートル・ヴェリーキー」から撤去されたボイラーが「ゲネラール＝アドミラール」に移植された。1894年には、海軍総司令部は「ゲネラール＝アドミラール」、「エジンブールクスキー公」、「ミーニン」の各艦から帆装を撤去して 7000 馬力の蒸気機関を設置、砲熕兵装を換装する改修案を作成した。しかし、資材が不足しており、また、練習航海の際に帆装が不可欠であることから、この改修案は破棄された。
1892年以降、艦は毎年大西洋への練習航海に従事した。1898年には、「ゲネラール・アドミラール」と「エジンブールクスキー公」の両艦は練習砲術分遣隊に編入された。この際、古い兵装が撤去されて新たに 4 門の 152 mm 砲と 6 門の 47 mm 砲が搭載された。1906年からは練習船となった。

### 機雷敷設艦への改装

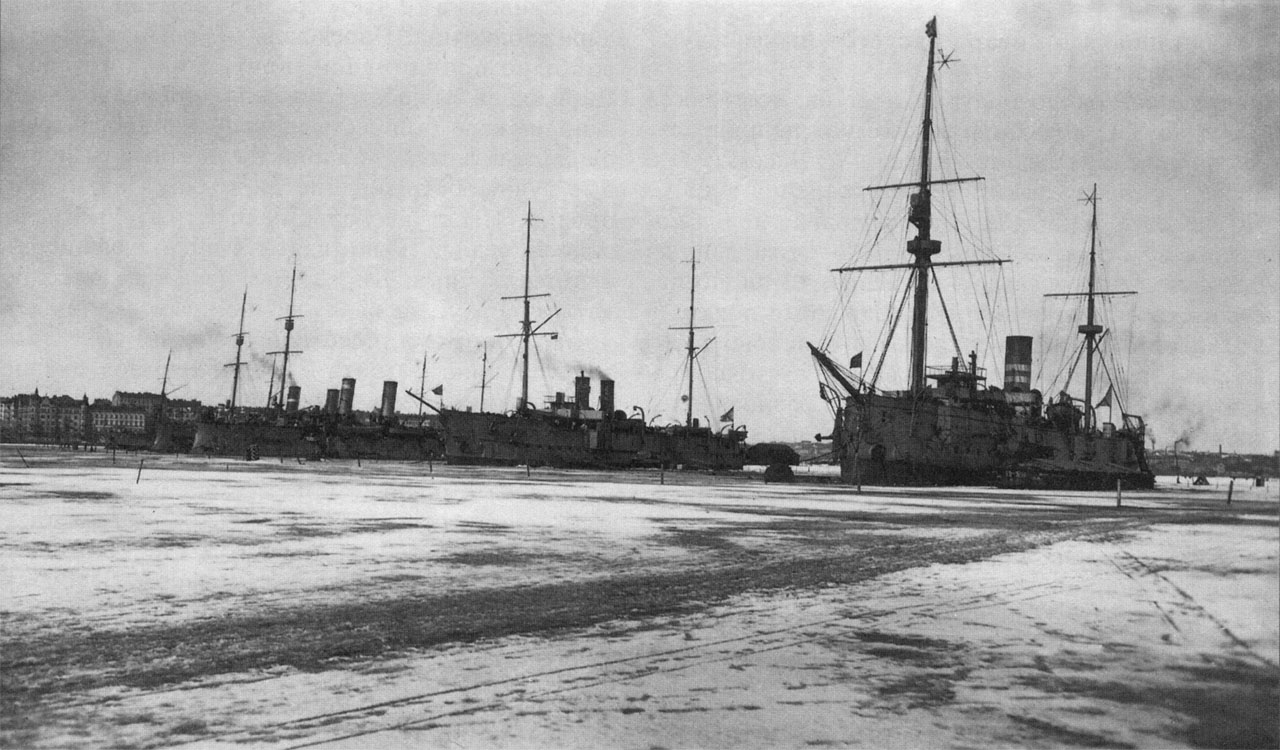
ゲリシンクフォールスに終結したロシア帝国の機雷敷設艦隊。右手前は「ミーニン」から改装された「ラドガ」で、その隣が「オネガ」。

1909年には「ゲネラール＝アドミラール」と「エジンブールクスキー公」は機雷敷設艦に改装され、艦名もそれぞれ「ナローヴァ」（Наро́ва）と「オネガ」（Оне́га）に改められた。改修工事に伴い、排水量は「ナローヴァ」が 4960 t、「オネガ」が 4838 t となった。出力 4000 馬力の蒸気機関 1 基を搭載し、速力は 11.5 kn であった。燃料は、「ナローヴァ」が 540 t、「オネガ」が 400 t の石炭を搭載した。乗員は 283 名であった。砲熕兵装は大幅に減じられ、カネー式 50 口径 75 mm 砲 4 門と 7.62 mm 機関銃 4 挺だけであった。そのかわりに機雷を多数搭載できるようになり、1912年式機雷の場合で「ナローヴァ」では最大 658 個、「オネガ」では 283 個搭載できた。
「ナローヴァ」級機雷敷設艦はともに、第一次世界大戦ではフィンランド湾での機雷敷設作戦に従事した。「オネガ」は1914年9月で事実上現役を退き、翌月には繋留廃艦に類別を改められた。最終的に、1930年代に除籍され、解体された。一方、「ナローヴァ」は1924年に「10月25日」（«25 Октября́»）に改名されたのち、独ソ戦の開戦後も1944年まで様々な補助船舶の役目を果たした。港に係留中に船体の漏水が原因で沈没したが、1953年に引き上げられて解体された。

## ギャラリー

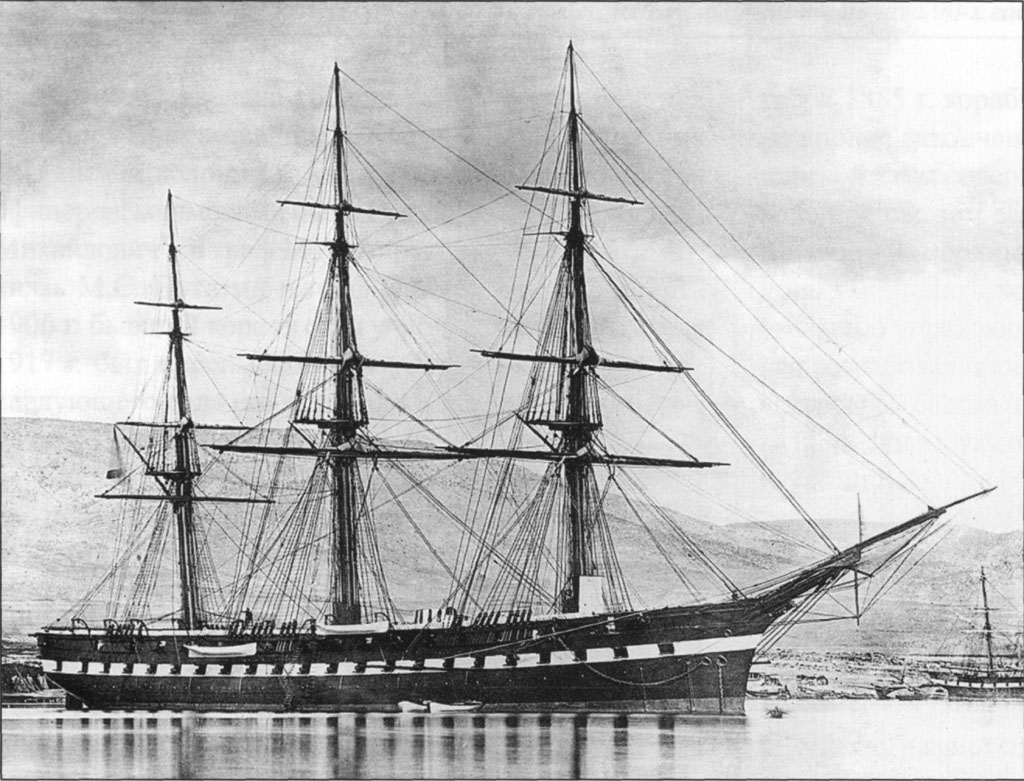
木造スクリューフリゲート「ゲネラール＝アドミラール」。当時、ロシア最大のフリゲートであった。
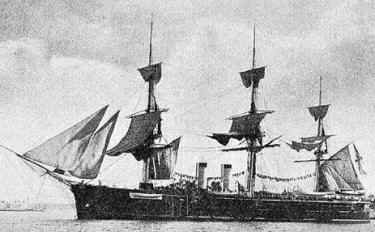
帆装を用いた「ゲネラール＝アドミラール」。
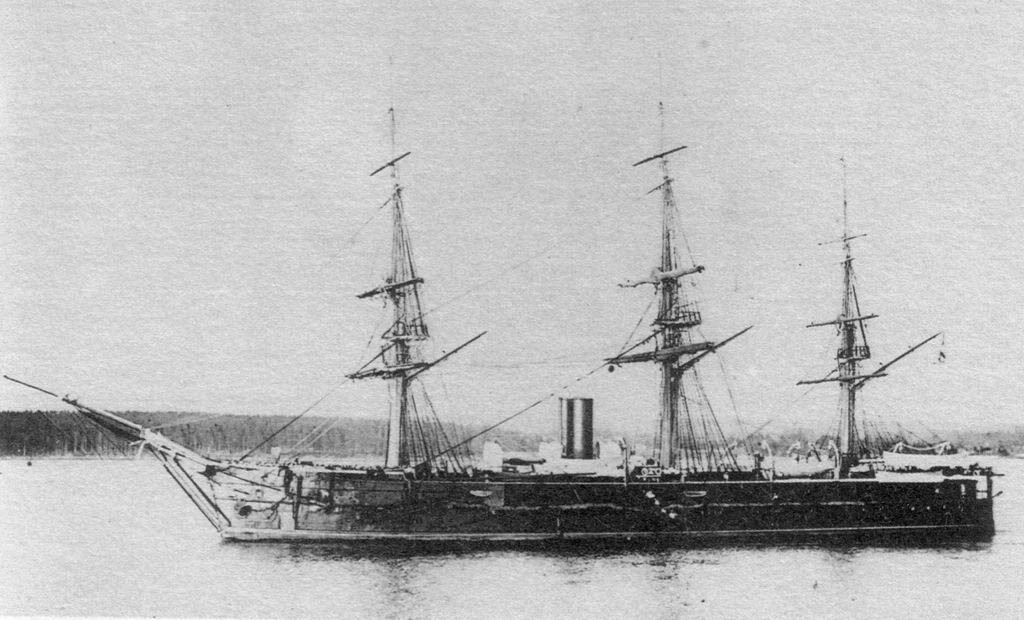
初期の「エジンブールスキー公」。
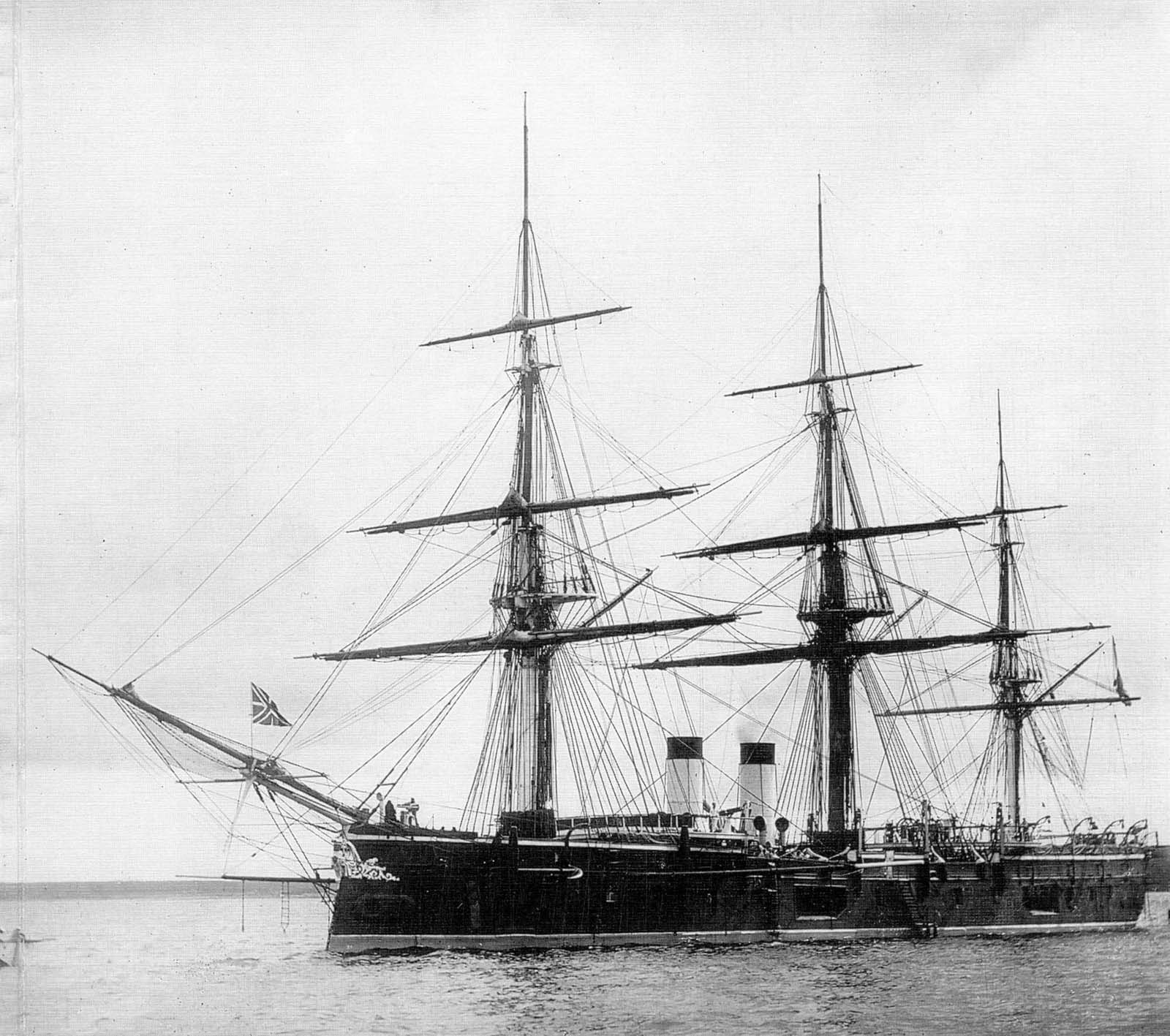
航洋装甲艦から装甲巡洋艦へ改装された「ポジャールスキー公」。
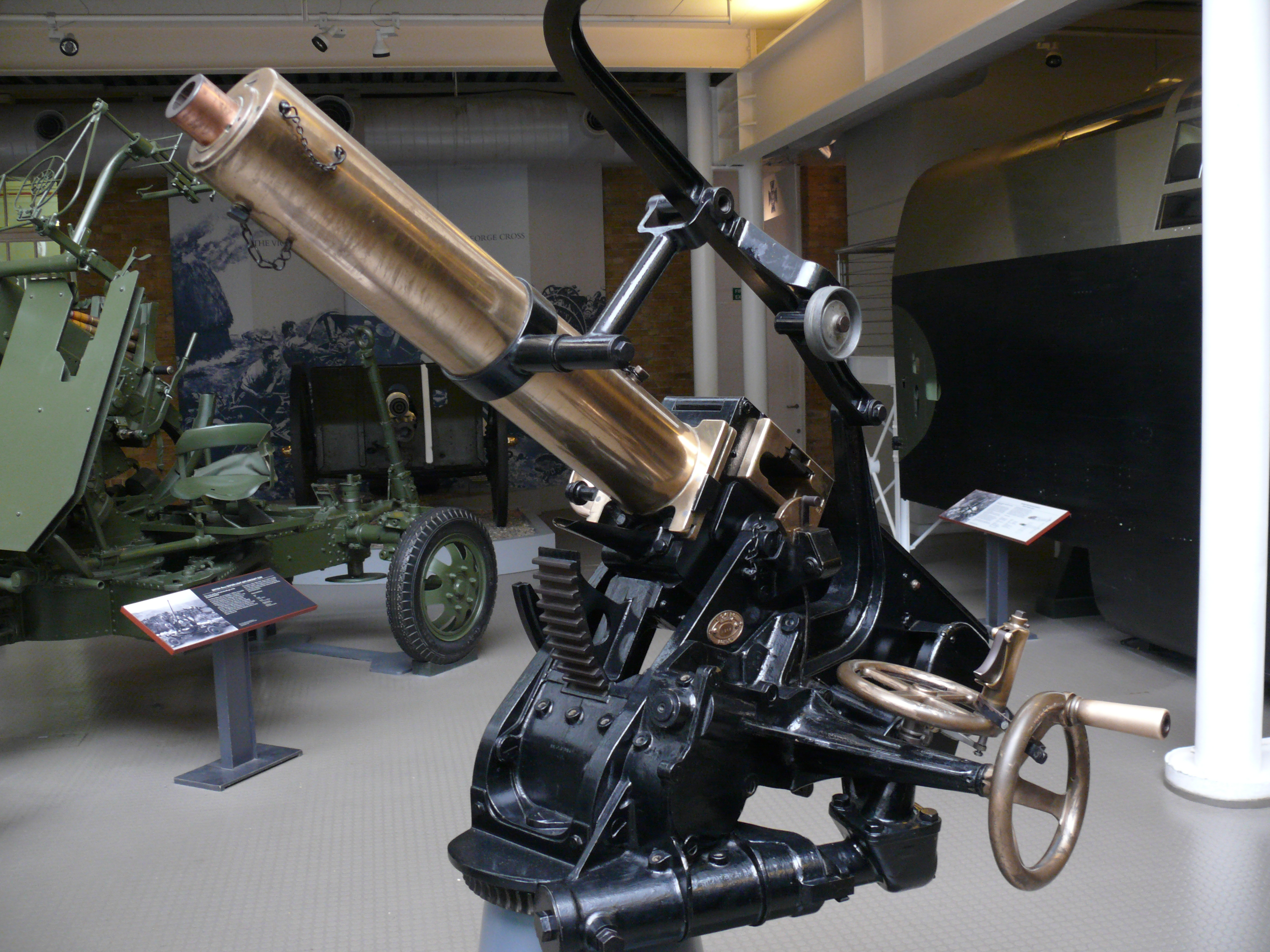
「エジンブールクスキー公」にも搭載されたマキシム式 37 mm 自動砲。

### 暦
ロシア帝国では、正教会の祭事に合わせてユリウス暦を使用していた。そのため、このページではユリウス暦に準拠した年月日を記載する。以下に記載するのは、当時の大日本帝国や今日の日本、ロシア連邦などで使用されているグレゴリオ暦に換算した年月日である。
1. 1 2  3月27日。
2. 1 2  2月13日。
3. 1 2  3月24日。
4. 1 2  10月25日。
5. 1 2  10月14日。
6. 1 2  6月26日。
7. ↑  3月26日。
8. ↑  6月2日。
9. ↑  10月8日。
10. ↑  1873年1月11日。
11. ↑  2月7日。
12. ↑  9月10日。